# Баредине (Бузет)
Баредине (итал. Baredine) је насељено место у унутрашњости Истарске жупаније, Република Хрватска. Административно је у саставу Града Бузета.

## Становништво
Према задњем попису становништва из 2001. године у насељу Баредине живела су 34 становника који су живели у 9 породичних домаћинстава.
Кретање броја становника по пописима 1857—2001.
| година пописа  | 1857 | 1869 | 1880 | 1890 | 1900 | 1910 | 1921 | 1931 | 1948 | 1953 | 1961 | 1971 | 1981 | 1991 | 2001 | 2011 |
| бр. становника | 0    | 0    | 68   | 68   | 67   | 53   | 0    | 0    | 89   | 72   | 51   | 34   | 32   | 34   | 34   | 43   |

Напомена:Исказује се као насеље од 1880. У 1857, 1869, 1921. и 1931. подаци су садржани у насељу Красица. 